# Meroctenus
Meroctenus crenulatus es una  especie de coleóptero adéfago de la familia Carabidae y el único miembro del género monotípico Meroctenus.